# Henschel Hs 132
Henschel Hs 132 představoval svým způsobem revolučně (či, podle úhlu pohledu na věc, neortodoxně, a to „až za přijatelnou mez“) koncipovaný bojový letoun; ostatně je pravdou, že typ byl natolik revoluční — či natolik novátorský — že podobně koncipovaný letoun již nikdy navržen nebyl.[zdroj⁠?!] Firma Henschel v roce 1944 nabídla RLM projekt jednomístného rychlého střemhlavého bombardéru poháněného proudovým motorem. RLM projekt stroje přijalo — typ Junkers Ju 87 již dávno nevyhovoval, ovšem stroj v takového kategorii byl stále požadován — a v květnu 1944 objednalo konstrukci letounu, spolu se stavbou šesti prototypů. Předpokládalo se, že malý a rychlý stroj bude schopen úspěšně plnit bojové úkoly i při výrazné vzdušné převaze protivníka. Projektu bylo přiděleno označení Hs 132. Nikoli poprvé byla použita sice značně nezvyklá (a asi srovnatelně stejně nepohodlná) poloha pilota vleže, nicméně výrazným kladem takovéhoto řešení je, že pilot dobře snáší značné přetížení, až kolem 10-11 g (konstrukce letounku byla navrhována pro přetížení 12 g). Při této konfiguraci bylo výhodou i zmenšení čelní plochy letadla, což mělo za následek snížení možnosti zásahu protivníkem.
První dva prototypy měly představovat stroj v podobě střemhlavého bombardéru, vyzbrojeného jen jedinou 500kg pumou (postrádal hlavňovou výzbroj), které měly pohánět motory BMW 003A-1. Vedle nich byl navržen ještě bitevní Hs 132B, který měl pohánět motor Jumo 004B-2 a měl být vyzbrojen dvěma 20mm kanóny MG 151/20, každý se zásobou 250 nábojů.
Na jaře 1945, kdy byl první Hs 132 V1 teprve dokončován, byla továrna obsazena sovětskými vojsky. Spolu s ním byl ukořistěn i asi z 80 % dokončený V2, stejně s prototypem V3 (ten měl představovat bitevní Hs 132B). Další projektované varianty, Hs 132C a Hs 132D, pochopitelně zůstaly již jen na papíře.

## Specifikace (Hs 132A)

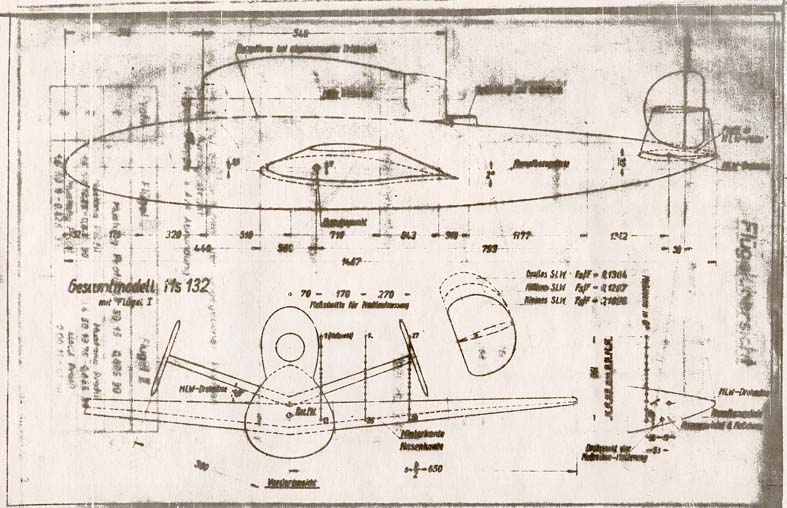
Hs 132, plán makety

Údaje o výkonech letounu jsou pouze vypočtené.
- Osádka:
- Rozpětí: 7,20 m
- Délka: 8,90 m
- Výška: 2,26 m
- Nosná plocha: 14,80 m²
- Hmotnost prázdného letounu: 1850 kg
- Maximální vzlet. hmotnost: 3400 kg
- Pohonná jednotka: 1 × proudový motor BMW 003A-1 o tahu 800 kp (7,845 k

### Výkony
- Max. rychlost: 780 km/h
  - s pumou: 700 km/h
  - ve výšce: 6000 m
- Dostup: 10 500 m
- Dolet ve výšce 4000 m: 780 km
- Dolet ve výšce 8000 m: 1120 km

### Výzbroj
- 1 × 500kg puma SC 500 nebo SD 500